# Rainer Korff

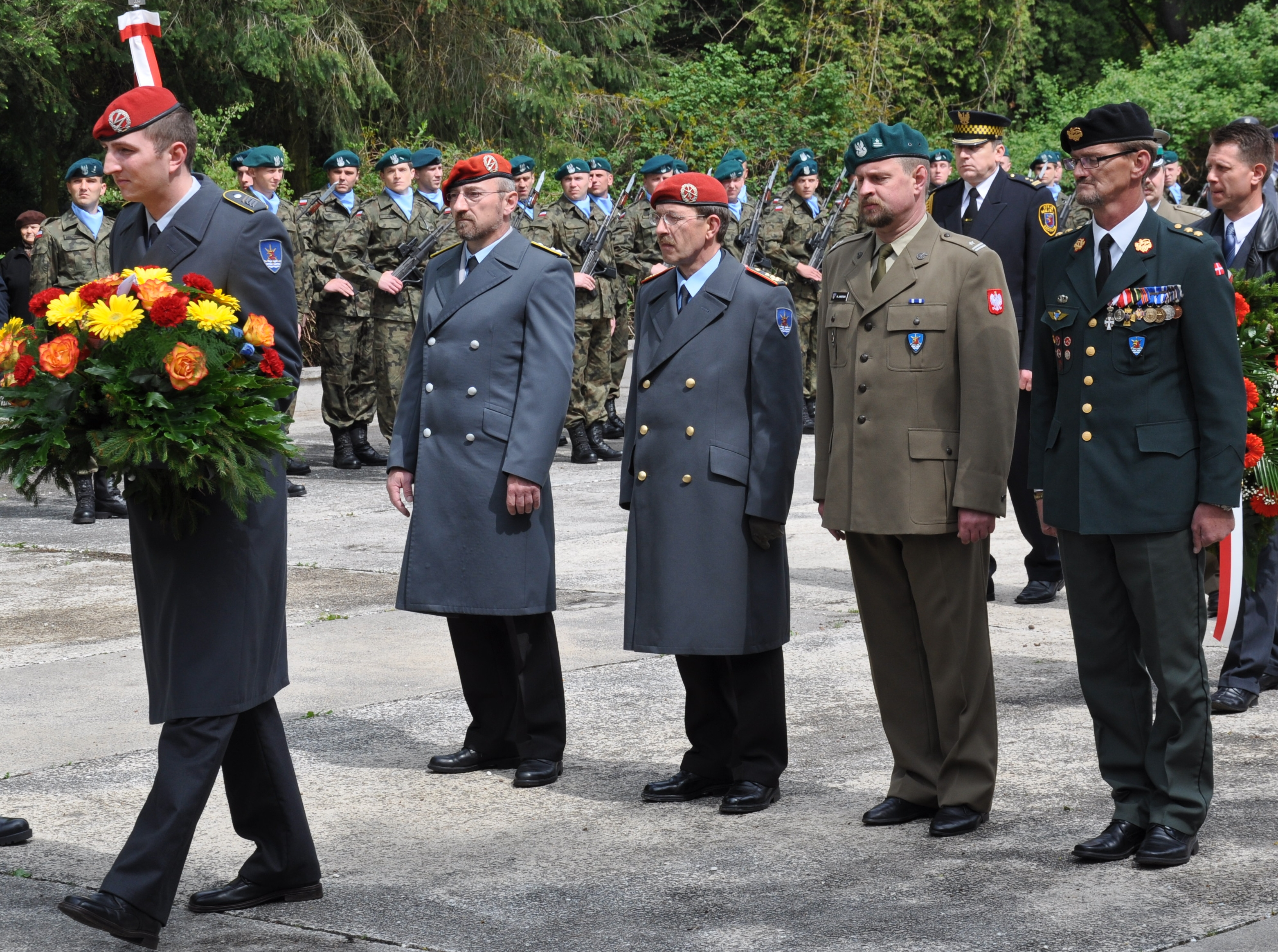
General Korff (in der Reihe 2. von links) bei einer Gedenkfeier (2010)

Rainer Korff (* 15. Januar 1955 in Bad Harzburg) ist ein Generalleutnant a. D. des Heeres der Bundeswehr. Zuletzt war er Kommandeur Deutsche Anteile Multinationale Korps / militärische Grundorganisation beim Kommando Heer in Strausberg.

## Militärische Laufbahn

### Ausbildung und erste Verwendungen
Korff trat 1973 in den Dienst der Bundeswehr beim Flugabwehrbataillon 2 in Kassel, einem Truppenteil der Heeresflugabwehrtruppe, als Offizieranwärter ein.
Nach Abschluss der Offizierausbildung wurde er am 1. April 1975 zum Leutnant ernannt und als Zugführeroffizier im Flugabwehrbataillon 3 in Hamburg, welches 1977 zum Flugabwehrregiment 3 umgegliedert wurde, eingesetzt. Am 1. April 1978 erfolgte seine Beförderung zum Oberleutnant. Nach dieser Verwendung wurde er 1979 im gleichen Regiment als S2-Offizier (Leiter Abteilung S2) eingesetzt. Im Jahr 1980 wurde er zum Flugabwehrregiment 11 nach Achim versetzt, wo er Batteriechef wurde. Während dieser Verwendung wurde er am 1. April 1981 zum Hauptmann befördert.

### Generalstabsausbildung und Dienst als Stabsoffizier
Von 1985 bis 1987 absolvierte Korff den 28. Generalstabslehrgang des Heeres an der Führungsakademie der Bundeswehr in Hamburg. Nach diesem Lehrgang wurde er beim Bundesministerium der Verteidigung in Bonn als Referent in der Personalführung der Generalstabsoffiziere verwendet. Am 1. Oktober 1988 wurde er zum Major ernannt. 1989 wurde er Abteilungsleiter G3 der Panzerbrigade 2 in Braunschweig. Während dieser Zeit erfolgte am 1. Oktober 1991 die Ernennung zum Oberstleutnant. Im Anschluss übernahm er 1992 den Dienstposten des Abteilungsleiter G1 bei der 4. Panzergrenadierdivision in Regensburg.
1993 kehrte er nach Achim zurück, übernahm das Panzerflugabwehrkanonenregiment 11 als Kommandeur und führte es bis zu seiner erneuten Versetzung zum Bundesministerium der Verteidigung im Jahr 1995, wo er wieder Referent in der Personalführung wurde, diesmal verantwortlich für die Obersten im Heer. 1998 wurde er erneut an die Führungsakademie der Bundeswehr nach Hamburg versetzt als Lehrgangsleiter und Dozent beim 40. Generalstabslehrgang des Heeres, am 1. Oktober des gleichen Jahres wurde er zum Oberst ernannt. 1999 kehrte er nach Bonn ins Bundesministerium der Verteidigung zurück und wurde Referatsleiter der Personalführung Generalstabsoffiziere, Oberste und Generale des Heeres.

### Generalsverwendungen
Im Jahr 2001 wurde Korff Kommandeur der Panzerbrigade 18 „HOLSTEIN“ in Boostedt, die er bis zum 30. April 2005 kommandierte. Mit dieser Verwendung verbunden war die Ernennung zum Brigadegeneral zum 1. April 2004. Bereits am 8. April 2005 übernahm der General seinen neuen Dienstposten als Leiter der Stammdienststelle des Heeres in Köln, die er bis zu deren Auflösung zum 31. Dezember 2006 führte. Im Zuge der Transformation der Bundeswehr wurden die Stammdienststellen von Heer, Luftwaffe und Marine zur Stammdienststelle der Bundeswehr (SDBw) vereinigt. Diese neue Dienststelle wurde am 5. Oktober 2006 durch Staatssekretär Peter Wichert in Dienst gestellt und deren Führung an Korff übertragen. Mit diesem neuen Dienstposten war die Ernennung zum Generalmajor zum 1. Oktober 2006 verbunden.
Am 24. September 2009 folgte ihm Manfred Hofmann auf dem Dienstposten des Leiters der SDBw. Korff selbst wurde in Vorbereitung auf seine künftige Verwendung an die Führungsakademie der Bundeswehr nach Hamburg versetzt. Am 17. Dezember 2009 übernahm er von Zdzisław Goral unter Ernennung zum Generalleutnant den Posten des Kommandierenden Generals des Multinationalen Korps Nord-Ost in Stettin in Polen. Von dieser Aufgabe wurde er am 19. Dezember 2012 entbunden. Am 7. Januar 2013 trat er seinen Dienst beim Kommando Heer als Kommandeur Deutsche Anteile Multinationale Korps / Militärische Grundorganisation an.
Am 8. September 2016 wurde Korff von dieser Aufgabe entbunden und mit einem Großen Zapfenstreich in Munster in den Ruhestand verabschiedet.

## Sonstiges
Korff lebt im schleswig-holsteinischen Büdelsdorf bei Rendsburg. Er ist verheiratet, hat zwei Kinder und beschäftigt sich in seiner Freizeit mit Politik und Zeitgeschichte. Beim Empfang zur Indienststellung der Stammdienststelle der Bundeswehr verzichtete er auf die sonst üblichen Antrittsgeschenke und forderte stattdessen zu Spenden für die Aktion „Lachen helfen“ auf.

## Auszeichnungen
- Ehrenkreuz der Bundeswehr in Gold (15. Februar 1995)
- Einsatzmedaille Fluthilfe 2002 (15. November 2002)
- Bundesverdienstkreuz am Bande 2009
- Forsvarets Medalje for Fortjenstfuld Indsats (Dänemark; 2012)[2]
- Verdienstorden der Republik Polen (Komturkreuz) – Polen, 2012[2]